# 烏西瓦河
烏西瓦河是俄羅斯的河流，位於彼爾姆邊疆區，屬於丘索瓦亞河的右支流，河道全長266公里，流域面積6,170平方公里，河流在每年11月至5月初結冰，丘索沃伊位於烏西瓦河和丘索瓦亞河的匯流處。